# Dinosaur (album Dinosaur Jr.)
Dinosaur – debiutancki album indierockowej grupy Dinosaur Jr., wydany nakładem Homestead Records w 1985.

## Lista utworów
Wszystkie utwory zostały napisane przez J Mascisa.
1. Forget The Swan – 5:09
2. Cats in a Bowl – 3:35
3. The Leper – 4:04
4. Does It Float – 3:18
5. Pointless – 2:46
6. Repulsion – 3:04
7. Gargoyle – 2:11
8. Severed Lips – 4:02
9. Mountain Man – 3:28
10. Quest – 4:27
11. Bulbs of Passion – 4:13

## Twórcy

### Zespół
- J Mascis – wokal, gitara, instrumenty perkusyjne
- Lou Barlow – gitara, gitara basowa, syntezator
- Murph – perkusja, wokal, syntezator
- Chris Dixon and Glen – nagrywanie albumu
- Jason Talerman – zdjęcia
- Maura Jasper – przednia okładka albumu[6]
- Lou Barlow – tylna okładka albumu